# Mia Čorak Slavenska
Mia Čorak Slavenska, född 20 februari 1916 i Slavonski Brod, Kroatien, död 5 oktober 2002 i Kalifornien, USA, var en kroatisk prima ballerina.
Hon studerade i Zagreb och blev prima ballerina vid blott 17 års ålder.